# Eugen Diesel
Eugen Diesel (* 3. Mai 1889 in Paris; † 22. September 1970 in Rosenheim) war ein deutscher Schriftsteller. Er war der Sohn von Rudolf und Louise Martha Diesel (geb. Flasche).
Diesel lebte von 1925, nach seiner Hochzeit mit Anna Luise Gräfin von Waldersee, bis 1939 in Potsdam und arbeitete als freier Schriftsteller. Er wohnte dort im Herrenhaus des Kronguts Bornstedt.
Diesel verfasste zahlreiche kulturphilosophische Werke, wie etwa 1933 Wir und das Auto, 1939 Das Phänomen der Technik, 1950 Das gefährliche Jahrhundert. Sein zivilisations- und wissenschaftskritischer Ansatz orientiert sich an Entfremdungs-/Verdinglichungsprozessen, dies jedoch nicht im Sinne einer rückwärtsgewandten Maschinenstürmerei, sondern auf der Suche nach sozialen bzw. gesellschaftlichen Perspektiven.
In Das Phänomen der Technik behandelt er vor allem den Erkenntnis- und Schaffensprozess von Ingenieuren und Technikern.

## Werke
- Deutschland arbeitet. Ein Bildbuch zum Kampf um die Arbeit. Edart-Verlag, Berlin/Leipzig 1934.
- Diesel: Der Mensch, Das Werk, Das Schicksal, Hanseatische Verlagsanstalt Hamburg AG, Hamburg-Wandsbek, 1937, 510 Seiten
- Das Phänomen der Technik, Zeugnisse, Deutung und Wirklichkeit, Philipp Reclam Jun. Verlag, Leipzig, VDI-Verlag Berlin, 1939, 258 Seiten
- Der Weg durch das Wirrsal. Das Erlebnis unserer Zeit, J.G. Cotta'sche Buchhandlung, Stuttgart 1926
- Menschheit im Katarakt, Andreas Winkler Verlag Griesbach 1963
- Zivilisatorischer Firlefanz. Verdinglichung mit Perspektiven 1926 & 1947, Verlag Autonomie und Chaos Leipzig/Berlin 2011
- Autoreise 1905, mit 23 Zeichnungen von Otto Emmerling, Stromverlag, Hamburg-Bergedorf, 1948, 208 Seiten
- Jahrhundertwende, Reclam-Verlag, Stuttgart, 1949, 304 Seiten
- 75 Bände „Das neue Universum“, 1880–1958. Würdigung einer Epoche und eines Buches, Union Verlag, Stuttgart 1959.
- Die Geschichte des Diesel-Personenwagens, Deutsche Verlags-Anstalt, Stuttgart 1955